# محمودرضا طلوع
محمود رضا معروف به طلوع (۱۲۶۷خ رشت ۱۵ دی ۱۳۱۹) روزنامه‌نگار، وکیل دادگستری و نماینده مجلس شورای ملی بود.
محمود رضا در خانواده‌ای روحانی پا به عرصهٔ وجود نهاد. علاوه بر فراگیری دروس مکتبی قدیم، در مدارس جدید نیز که به تازگی در رشت شکل گرفته بود، تحصیل کرد. با شروع نهضت جنگل به میرزا کوچک خان و یارانش پیوست و حتی در یکی از دولت‌های میرزا کوچک خان جنگلی کمیسر عدلیه شد. پس از خاموش شدن شعلهٔ نهضت به دست رضاخان سردار سپه در سال ۱۳۰۰ خورشیدی به انتشار روزنامه طلوع پرداخت و به همین نام اشتهار یافت؛ به گونه‌ای که نام فامیلی رضا بخشی از نام کوچک او شد و همه او را محمودرضا طلوع می‌شناختند.
او به نمایندگی از اهالی لاهیجان در مجلس مؤسسان اول شرکت کرد که در سال ۱۳۰۴ تشکیل شد و با تغییراتی در قانون اساسی به سلطنت پهلوی رسمیت بخشید. پس از به پادشاهی رسیدن رضاشاه، در نخستین دوره مجلس شورای ملی (دوره ششم) از لاهیجان نامزد نمایندگی گیلان شد. به دلیل بروز اختلافاتی در گیلان، انتخابات آن ولایت با تأخیر انجام گرفت و محمود رضا همچون دیگر نمایندگان گیلان در اواسط دوره به مجلس راه یافت. او در دوره بعد نیز کرسی خود را حفظ کرد و در طول سه سال نمایندگی جزو نمایندگان اقلیت مخالف دولت بود. پس از اتمام دوره نمایندگی، دیگر جایی در مجالس فرمایشی عصر پهلوی اول پیدا نکرد و به کار وکالت دادگستری و روزنامه نگاری پرداخت.

## پل سفید رود
احداث پل روی سفیدرود با پیگیری محمود رضا در مجلس شورای ملی صورت گرفت. مجلس در چهارم آبان ۱۳۰۶ پیشنهاد او را برای ساخت پل در دستور کار گذاشت. ساخت پل در نوزدهم شهریور ۱۳۰۸ آغاز شد و در یازدهم اردیبهشت ۱۳۱۱ رضاشاه پل را در آیین باشکوهی افتتاح کرد. این پل ۱۳۷ متر درازا و هفت متر پهنا دارد و با هزینه‌ای کمتر از صد هزار تومان ساخته شده است.